# Georges Berthet
Georges Berthet (Les Rousses, 18 settembre 1903 – Morez, 14 agosto 1979) è stato uno sciatore di pattuglia militare francese.

## Carriera
Vinse la medaglia di bronzo nella pattuglia militare ai primi Giochi Olimpici, a Chamonix-Mont-Blanc nel 1924.

## Palmarès

### Pattuglia militare

#### Olimpiadi
- 1 medaglia:
  - 1 bronzo (pattuglia militare a Chamonix-Mont-Blanc 1924)